# Haworthia tarkasia
Haworthia tarkasia är en grästrädsväxtart som beskrevs av M. Hayashi. Haworthia tarkasia ingår i släktet Haworthia och familjen grästrädsväxter. Inga underarter finns listade i Catalogue of Life.